# Етьєн Луї Булле
Етьєн Луї Булле(фр. Étienne-Louis Boullée; нар. 12 лютого 1728 — пом. 4 лютого 1799) — французький архітектор доби класицизму, представник паперової архітектури.

## Стан у французькій архітектурі 18 ст
На початку 18 століття стан у французькій архітектурі формували пізнє бароко і еволюція у бік класицизму. Рококо, народжене практично одночасно у Франції та Італії, не мало суттєвого впливу на архітектуру Франції, за винятком декількох паркових павільйонів та декору інтер'єрів.
У середині 18 ст. помітно пожвавився інтерес до давньоримської архітектури та до надбань академічного класицизму Франції 17 ст. Цьому сприяли як невдоволення стилістикою бароко римського зразка, так і офіційна підтримка класицизму абсолютизмом Франції, котрий волів бачити його офіційним стилем у країні. Панування рококо, головна мета якого розважати, не набридати і подобатись, не задовольняло низку французькиз митців.

### Опір стилістиці рококо

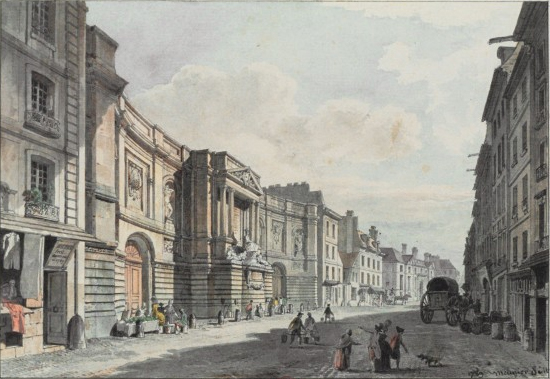
Фонтан Чотирьох Сезонів, вулиця Гренель, 1745 р.

Не всі прихильно ставилися до стилю рококо навіть у Франції. Спроби відійти від стилістики рококо робив скульптор Едм Бушардон (1698—1762). Вже в перших своїх творах Бушардон зробив спроби відмовитися від грайливого рококо, спираючись на досвід французького класицизму 17 ст. та на лаконізм античного мистецтва. Отримавши замовлення на побудову фонтану Чотирьох Сезонів в Парижі, він створив твір, що нічим не нагадував стилістику рококо ні в архітектурі, ні в скульптурному декорі.
Повністю порвав зі стилем рококо і художник Жак-Луї Давід під час свого перебування у Римі. Навіть пізні твори «класичної» фігури рококо — художника Жана-Оноре Фрагонара свідчать про відхід від рококо та орієнтацію на реалістичний живопис голладців 17 століття.
Життя та творчість Етьєна Моріса Фальконе припали на пору досить швидкої зміни декількох мистецьки стилів — пізнього бароко, рококо і класицизму. Митець широкого мистецького діапазону, Фальконе вдало працював в кожному з них, про що свідчать скульптурні групи «Смерть Мілона Кротонського», релігійні скульптури в церкві Св. Роха, алегоричні статуї «Музика» та «Зима», дрібна порцелянова пластика в стилі рококо.
Примхливе і чудернацьке рококо не здатне було якісно відтворити героїчні, могутні характери. Обмеженість стилістики рококо добре відчував той же Фальконе. І коли отримав замову на кінний монумент царю Петру І (Мідний Вершник), повністю відмовився від стилістики рококо, звернувшись до зразків античності і розвиненого бароко. Рококо могло не все.
Стажування французьких художників і архітекторів в Римі теж сприяло зацікавленню в давньоримській архітектурі, яку некритично почали сприймати як взірець. Низка майстрів відмовилась від стилістики рококо і пізнього бароко і відродила класицизм, його нову хвилю.
Захоплення давньоримською архітектурою було підтримане навчальними закладами Франції, перш за все Королівською академією. В академії запанувала паперова архітектура. Вихованцям (майбутнім архітекторам) постійно надавали завдання створити умовні проєкти суспільно значущих споруд на кшталт «Колегії всіх наук», театрів, міських соборів. Вітались велетенські розміри, складні, практично барокові плани з довгими колонадами, внутрішніми ротондами, довгими сходами на фасадах, прикрашених низкою скульптур. Дедалі проєкти стають суто умовними, абстрактними, нереалістичними, пафосними. І викладачі, і вихованці розуміють нереалістичність проєктів, але не припиняють працю. Бо вважалось, що це сприяє розкутості здібностей та розкриває талант вихованця, якщо останній у нього є. В проєктах французьких архітекторів та небагатьох іноземців, що пройшли виучку і Франції (Баженов Василь Іванович, Старов Іван Єгорович), запанувала гігантоманія. На тлі політичної кризи в країні почалося скорочення будівництва. Тому більшість академічних проєктів не могла бути реалізована навіть за суттєвого зменшення розмірів споруд та урізання кошторису. В роки французької революції 1789-1793 рр. будівництво в країні практично припинили.

## Життєпис
Народився в Парижі. Походить з родини архітектора (?). Прагнув стати художником. Але внаслідок тиску батьків звернувся до вивчення будівельної справи і архітектури. У період 1744–1747 років вивчав твори французьких архітекторів, навчався у французьких архітекторів, серед яких Жермен Бофран, Жак Франсуа Блондель,  Клод Ніколя Леду. 1747 року він поховав батька і відкрив власну школу архітектури.
1762 року його обрали до Королівської академії архітектури. Король Пруссії Фрідріх ІІ Гогенцоллерн робить його власним архітектором. Хоча це був символічний жест прихильності від володаря, прихильника французького просвітництва.
Найбільш уславленим Етьєн Луї Булле був в період 1778—1788 рр. в період праці викладачем і теоретиком в Національній школі мостів і шляхів. Він виробив власний стиль, орієнтований на архітектуру Стародавнього Риму, величний, але пафосний, абстрактний, надто позбавлений декору та нереалістичний.
Починав як архітектор, що перебудовував та ремонтував приватні будинки багатіїв Парижа (замок Шевіль, отель Монтвіль, отель Турол), вибудував каплицю «Голгофа» неподалік паризької церкви Сен Рох. Сам створив проєкти міських палаців Отель Александр та отель де Брюно. Працював для графа д'Артуа, для якого створив проєкт палацу. 1778 року був призначений на посаду архітектора комплексу споруд Інвалідів. Працював для військових і був контролером споруд Військової академії. 1787 року брав участь в побудові моста короля Луї XV, нині міст Згоди в Парижі (Міст Конкорд).
Проєкти суспільних споруд Етьєн Луї Булле мали всі недоліки тогочасної академічної архітектури — надлюдський, велетенський масштаб споруд, оголеність стін через відмову від будь-якого декору, геометризм надто спрощених форм (куля, трапеція, циліндр), монотонні повтори одних архітектурних елементів (довгі колонади, довгі сходи, монотонні кесони стель).
Серед учнів архітектора — Матюрен Крусі, Александр-Теодор Броньяр, Жан-Франсуа Шальгрен.

## Друковані твори
- «Начерк мистецтва архітектури», перше видання лише 1953 р.

## Галерея проєктів

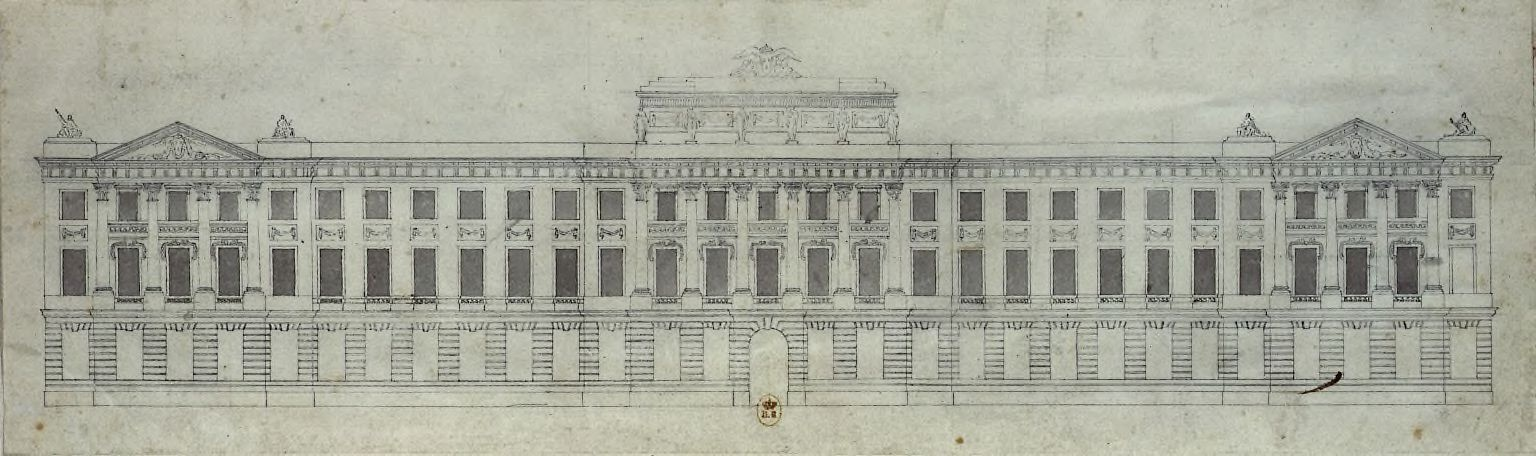
Проєкт Булле, фасад монетного двору.
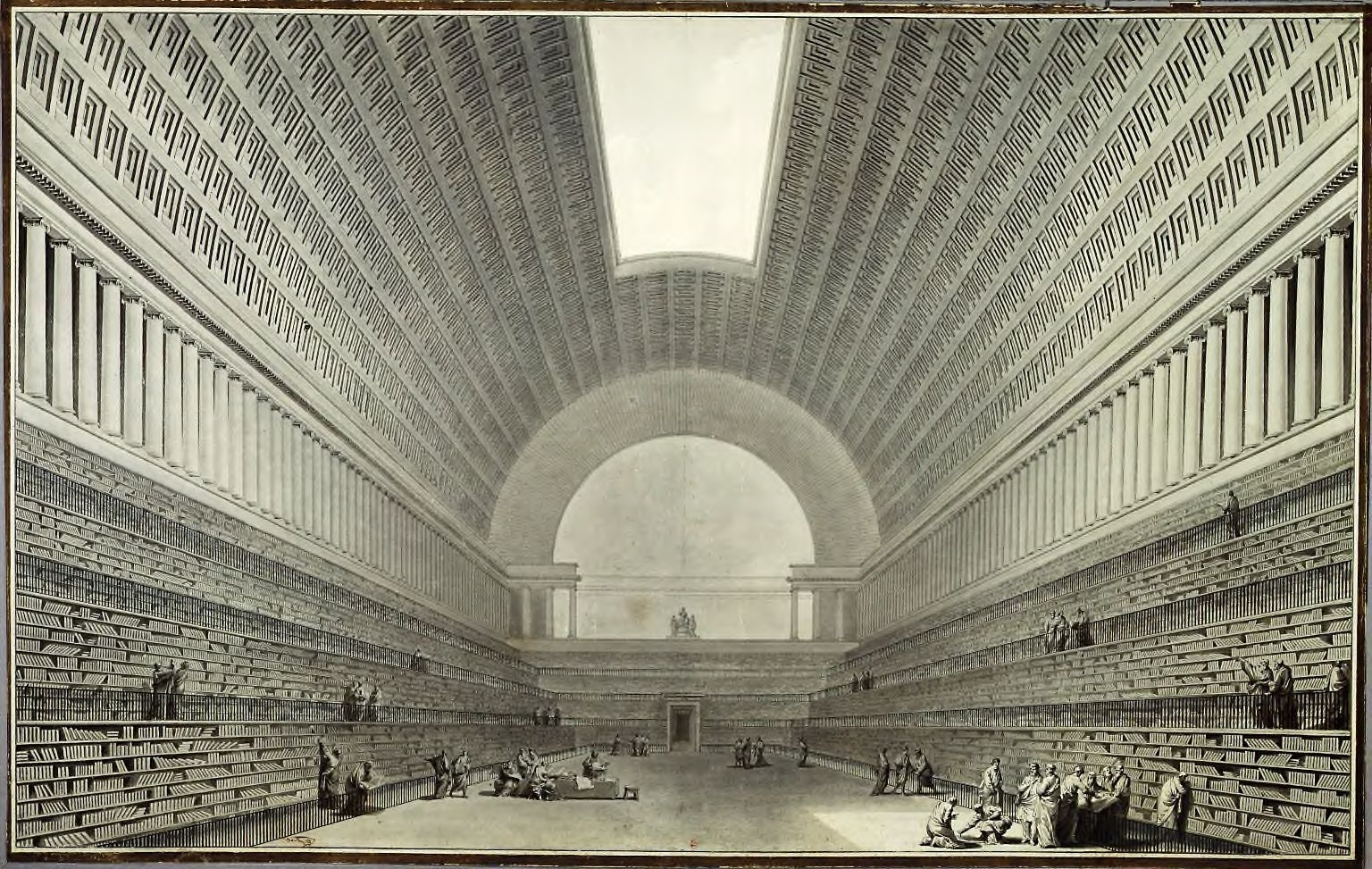
Проєкт королівської бібліотеки, 1785 р.
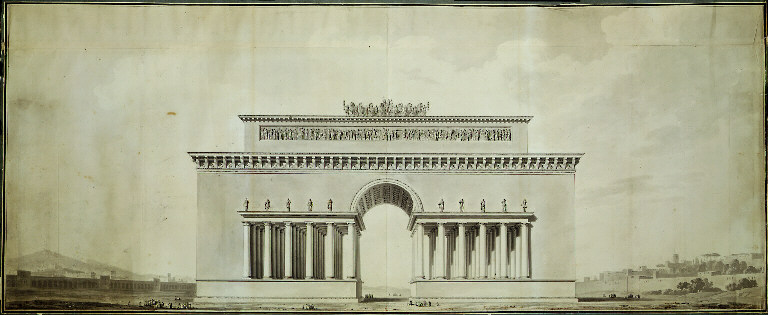
Тріумфальна арка, проєкт.
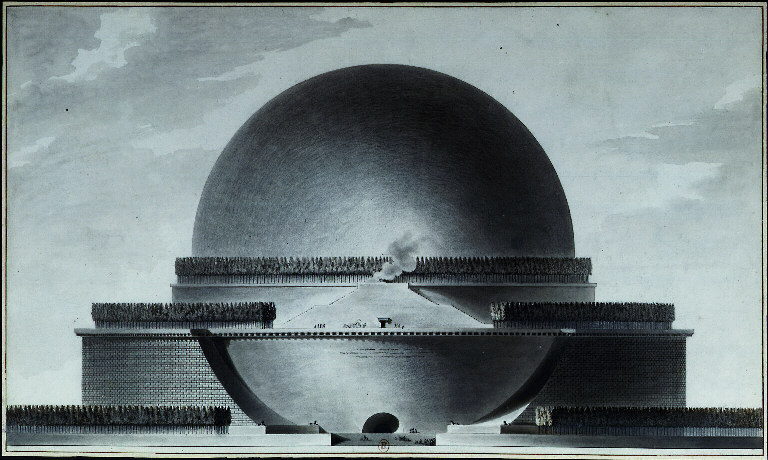
Кенотаф Ньютона, проєкт фасаду, 1784 р.
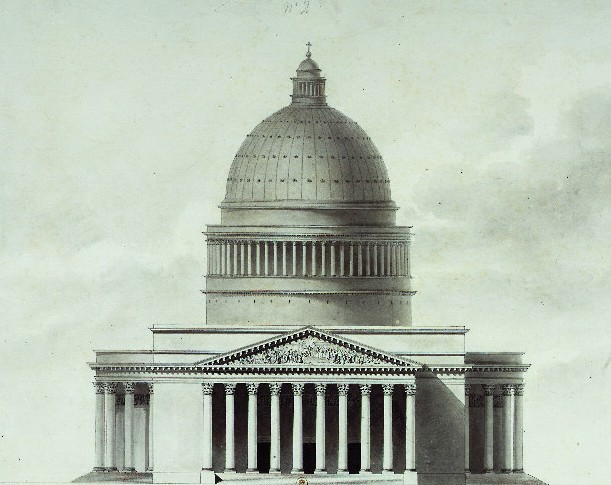
Проєкт церкви Мадлен для Парижа, фасад, до 1781 р.